# Palomino
| Совокупная оценка | Совокупная оценка |
| Источник          | Оценка            |
| ----------------- | ----------------- |
| Metacritic        | 83/100            |
| Оценки критиков   |                   |
| Источник          | Оценка            |
| AllMusic          | [ 2 ]             |
| Paste             | 8.1/10            |
| Pitchfork         | 7.6/10            |
| Rolling Stone     | [ 5 ]             |
| Том Халл          | A-                |

Palomino  — девятый студийный альбом американской кантри-певицы и автора-исполнителя Миранды Ламберт, изданный 29 апреля 2022 года на лейблах Vanner Records и RCA Records Nashville. Ламберт продюсировала альбом вместе с Люком Диком и Джоном Рэндоллом и стала соавтором 14 из 15 треков. Альбому предшествовал сингл «If I Was a Cowboy».
Альбом был номинирован на премию Ассоциации кантри-музыки в категории «Альбом года».

## История
Ламберт начала писать песни на своей ферме в Теннесси в 2020 году вместе с Люком Диком и Натали Хемби. В 2021 году Ламберт сотрудничала с Джеком Ингрэмом и Джоном Рэндоллом, работая над альбомом The Marfa Tapes, на котором песни «In His Arms», «Waxahachie» и «Geraldene» впервые появились в «раздетой» акустической форме. Треки были перезаписаны для Palomino. Ламберт сотрудничала с группой The B-52s для записи «Music City Queen» и сделала кавер на песню Мика Джаггера 1993 года «Wandering Spirit» для альбома.

## Композиция
Стивен Томас Эрлевайн из AllMusic отметил, что в музыку альбома пронизывает «чувство страсти к путешествиям», и в нём есть «рассказы о неудачниках, туристах и блуждающих духах, о тех душах, которые просто не могут оставаться дома из-за разбитого сердца, неудовлетворённости или простого беспокойства».

## Продвижение
Треки «Strange» и «Actin' Up» были выпущены перед изданием альбомом в качестве промо-синглов. 15 октября 2021 года вышел лид-сингл «If I Was a Cowboy».

## Отзывы
Альбом получил положительные отзывы музыкальной критики и интернет-изданий. В интернет-агрегаторе Metacritic, устанавливающем в среднем оценку до ста, основанную на профессиональных рецензиях, альбом «Palomino» получил 83 балла на основе семи полученных рецензий, что означает «всеобщее признание». В одном из первых обзоров Джон Фриман из журнала Rolling Stone поставил Palomino четыре звезды из пяти, назвав альбом «долгожданным выходом» для Ламберт.
Стивен Томас Эрлевайн из AllMusic отметил, что Ламберт «находит благодатную золотую середину между приземлённым кантри и игривой поп-музыкой, приправляя альбом живописным продакшеном, сохраняя при этом изящную кинематографическую атмосферу». По мнению рецензента «Различные звуки и сцены складываются в богатый, сложный альбом, в котором Ламберт находит идеальное сочетание авторского в писательском духе альбома The Weight of These Wings и лёгкости Wildcard».

## Итоговые списки
| Публикация        | Список                      | Ранг | Ссылка |
| ----------------- | --------------------------- | ---- | ------ |
| Los Angeles Times | The 20 Best Albums of 2022  | N/A  | [ 17 ] |
| People            | Best Albums of 2022         | 5    | [ 18 ] |
| Rolling Stone     | The 100 Best Albums of 2022 | 21   | [ 19 ] |

## Коммерческий успех
Альбом дебютировал на 4-м месте в Billboard 200 в чарте от 14 мая 2022 года, став 7-м диском Ламберт в лучшей десятке. Тираж составил 36000 эквивалентных альбомных единиц (что стало лучшим результатом года для кантри-дисков), включая 24000 чистых продаж, 11000 стриминговых SEA-единиц (что равно 14,35 млн официальных on-demand стрим-потоков треков) и 1 тыс. TEA-единиц.

## Список композиций
| №                   | Название                                    | Автор(ы)                                       | Длительность |
| ------------------- | ------------------------------------------- | ---------------------------------------------- | ------------ |
| 1.                  | «Actin' Up»                                 | Миранда Ламберт Luke Dick Джон Рэндолл [англ.] | 3:25         |
| 2.                  | «Scenes»                                    | Ламберт Dick Натали Хемби                      | 2:54         |
| 3.                  | «In His Arms»                               | Ламберт Джек Ингрэм Рэндолл                    | 2:39         |
| 4.                  | «Geraldene»                                 | Ламберт Ингрэм Рэндолл                         | 3:01         |
| 5.                  | «Tourist»                                   | Ламберт Dick Хемби                             | 3:35         |
| 6.                  | «Music City Queen» (при участии The B-52's) | Ламберт Dick Хемби                             | 3:19         |
| 7.                  | «Strange»                                   | Ламберт Dick Хемби                             | 3:31         |
| 8.                  | «Wandering Spirit»                          | Мик Джеггер James Rippeto                      | 3:36         |
| 9.                  | «I'll Be Lovin' You»                        | Ламберт Dick Рэндолл                           | 3:09         |
| 10.                 | «That's What Makes the Jukebox Play»        | Ламберт Dick Хемби                             | 4:09         |
| 11.                 | «Country Money»                             | Ламберт Aaron Raitiere Mikey Reaves            | 3:19         |
| 12.                 | «If I Was a Cowboy»                         | Ламберт Jesse Frasure                          | 3:14         |
| 13.                 | «Waxahachie»                                | Ламберт Ингрэм Рэндолл                         | 3:29         |
| 14.                 | «Pursuit of Happiness»                      | Ламберт Dick Хемби                             | 2:48         |
| 15.                 | «Carousel»                                  | Ламберт Dick Хемби                             | 4:19         |
| Общая длительность: | Общая длительность:                         | Общая длительность:                            | 50:27        |

## Чарты

### Еженедельные чарты
| Чарт (2022)                              | Высшая позиция |
| ---------------------------------------- | -------------- |
| Австралия (Country Albums, ARIA)         | 5              |
| Канада (Canadian Albums Chart)           | 31             |
| Шотландия (Scottish Albums Chart)        | 16             |
| Швейцария (Schweizer Hitparade)          | 36             |
| Великобритания (UK Albums Chart)         | 90             |
| Великобритания (UK Country Albums Chart) | 1              |
| США (Billboard 200)                      | 4              |
| США (Billboard Top Country Albums)       | 2              |